# Westuit Nr. 7
De Westuit Nr. 7, ook wel Koggemolen genoemd is een poldermolen aan de Kolkweg in Aartswoud, in de Nederlandse gemeente Opmeer. De molen bemaalde tot 1908, samen met 24 andere molens, het circa 13.524 hectare grote Waterschap De Vier Noorder Koggen op de voormalige Zuiderzee. De Westuit Nr. 7 werd onttakeld en als woning ingericht. In 1997 is de molen draaivaardig gerestaureerd; in 2009 is het binnenwerk geplaatst, waardoor de molen weer kan malen (in circuit).
Deze bewoonde molen die net ten zuiden staat van de Westfriesedijk (een dijkdeel van de Westfriese Omringdijk) net even buiten het dorp Aartswoud, is eigendom van de Stichting de Westfriese Molens en is niet te bezoeken.